# Nombre 168
El nombre 168 (CLXVIII) és el nombre natural que segueix el nombre 167 i precedeix el nombre 169.
La seva representació binària és 10101000, la representació octal 250 i l'hexadecimal A8.
La seva factorització en nombres primers és 2³×3×7; altres factoritzacions són 1×168 = 2×84 = 3×56 = 4×42 =6×28 = 7×24 = 8×21 = 12×14.
Es pot representar com a la suma de quatre nombres primers consecutius: 37 + 41 + 43 + 47 = 168.